# Ameno Resedá
O Ameno Resedá foi o mais famoso de todos os ranchos carnavalescos da cidade do Rio de Janeiro. Entre seus integrantes esteve o cantor e compositor Oscar José de Almeida.
Sua padroeira era Nossa Senhora da Glória.

## História
Fundado em 1907 por um grupo de funcionários públicos cariocas, após um piquenique em Paquetá, tinha sua sede inicialmente no bairro do Catete. A inspiração do nome veio do som 'ameno' do rancho, e de uma flor chamada  resedá, abundante na Ilha de Paquetá, onde aconteceu o piquenique que foi o primeiro encontro entre os fundadores do rancho.
Em 1908 o grupo teatralizou o tema a Corte Egipciana. Essa novidade agradou e foi imitada pelos demais ranchos. Seus enredos eram quase sempre mitológicos e serviam como ponto de união para se contar uma história com princípio, meio e fim. Isso criava condições dentro da visão do povo para maior brilho e esplendor. As fantasias eram luxuosas, usavam materiais como lamê, seda e plumas e representavam príncipes, princesas, deuses, flores, caçadores ou animais. As fantasias dos Ranchos costumavam apresentar grandes esplendores e, muitas vezes, alegorias de mão.
No Carnaval de 1911, o presidente Hermes da Fonseca, convida o Ameno Resedá para uma visita ao Palácio Guanabara. Eles chegam com todos os componentes fantasiados dentro do enredo A Corte de Belzebu, causando grande impacto e de lá saindo em desfile.
Em 1914, O Ameno Resedá desfilou ao lado das sociedades carnavalescas. Em 1917, introduz a Comissão de Rancho, precursora das comissões de frente das escolas de samba. Naquele ano era composta por quatro sátiros transformados em "Príncipes Caçadores" com um séquito de Júpiter, Minerva, Atlas e doze pastores.
O Ameno Resedá tinha entre seus fãs Paulo de Frontin, Arnaldo Guinle, Oswaldo Gomes e Coelho Neto. Entre seus diretores de harmonia, ao longo dos anos, esteve o pioneiro do samba Sinhô.
Em 1923, Coelho Neto, fã dos ranchos e torcedor do Ameno, faz uma crítica construtiva ao excesso de temas estrangeiros apresentados pelos ranchos, não por serem estrangeiros, mas sim porque na sua opinião eles já haviam sido repetidos com exaustão.
O Ameno Resedá então compreende o recado e em 1924 traz o tema "O Hino Nacional", considerado revolucionário, não apenas por ser nacional, mas também por ser um tema abstrato. Porém o rancho fica apenas com o terceiro lugar, o que teria levado Coelho Neto a escrever aos diretores do Ameno na época para que não desanimassem, pois nem sempre "quem planta é quem colhe".
O Globo, em 1927 tecia em suas páginas diversos elogios ao Resedá, apontando-lhe como o responsável pela extinção dos "cordões indesejados" onde, ainda de acordo com o jornal, outros grupos do tipo teriam se transformado em ranchos organizados, após seguir o exemplo do Ameno, entre os quais estaria o Chuveiro de Prata O jornal descreve ainda um encontro entre o Ameno Resedá e outro grupo carnavalesco denominado Filhas da Jardineira, onde este último lançou provocações contra os integrantes do Resedá, que responderam as provocações com uma marcha elogiosa a co-irmã, intitulada "Sairá".
No segundo ano, o rancho obteve a "Taça das Flores", prêmio conferido pela Gazeta de Notícias, então secretariada por Irineu Marinho, que passou a figurar no quadro social do rancho como amigo e benemérito.
Em 30 de janeiro de 1941, o Ameno Resedá realiza sua última assembleia, onde é decidida a sua extinção. Parte de seus bens são doados à Irmandade de Nossa Senhora da Glória.

## Homenagens posteriores

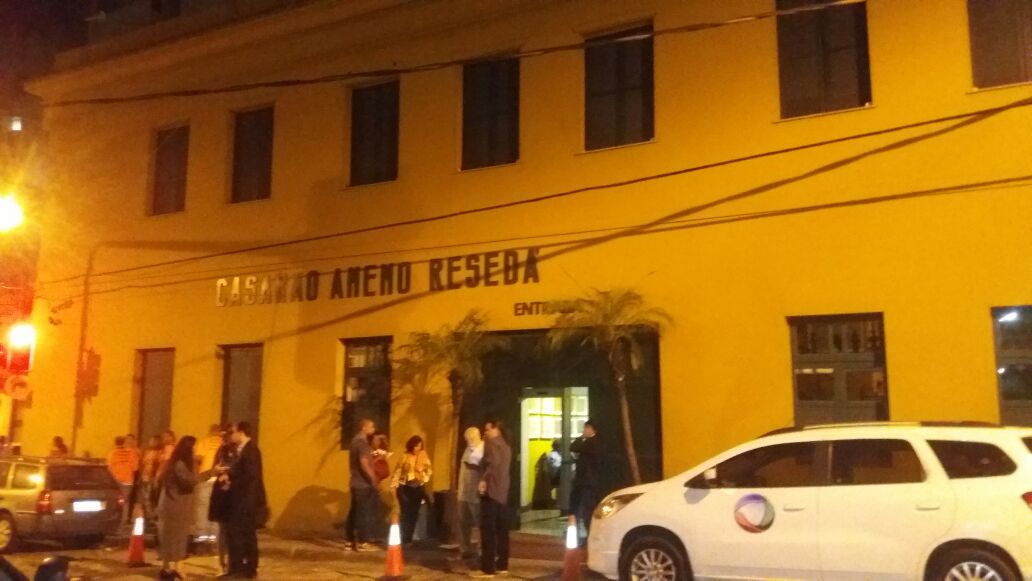
Casarão Ameno Resedá.

Em 1953, desfilou pela primeira vez, ainda sem competir, um rancho de nome Resedá, oriundo de Cascadura, com o enredo "Alguns fatos históricos do Brasil", sem no entanto ter qualquer relação com o extinto rancho do Catete.
O Ameno Resedá foi homenageado no desfile de 1973 da Unidos do Jacarezinho, que apresentou o nome do rancho como título de seu enredo. O samba era de autoria de Nonô, Sereno e Zé Dedão, tendo sido interpretado por Ivete Garcia.
No dia 8 de Março de 2012 foi inaugurado o Casarão Ameno Resedá com música e gastronomia.

## Carnavais
| Ameno Resedá | Ameno Resedá   | Ameno Resedá | Ameno Resedá    | Ameno Resedá | Ameno Resedá  |
| Ano          | Colocação      | Divisão      | Enredo          | Carnavalesco | Ref.          |
| ------------ | -------------- | ------------ | --------------- | ------------ | ------------- |
| 1912         | Campeão        | ÚNICA        | Corte celestial |              | [ 16 ]        |
| 1923         | Campeão        | ÚNICA        | Lenda encantada |              | [ 17 ]        |
| 1924         | 3º lugar       | ÚNICA        | Hino Nacional   |              | [ 10 ] [ 18 ] |
| 1925         | Menção honrosa | ÚNICA        | Jupira          |              | [ 18 ]        |